# Dolgoprudnyj

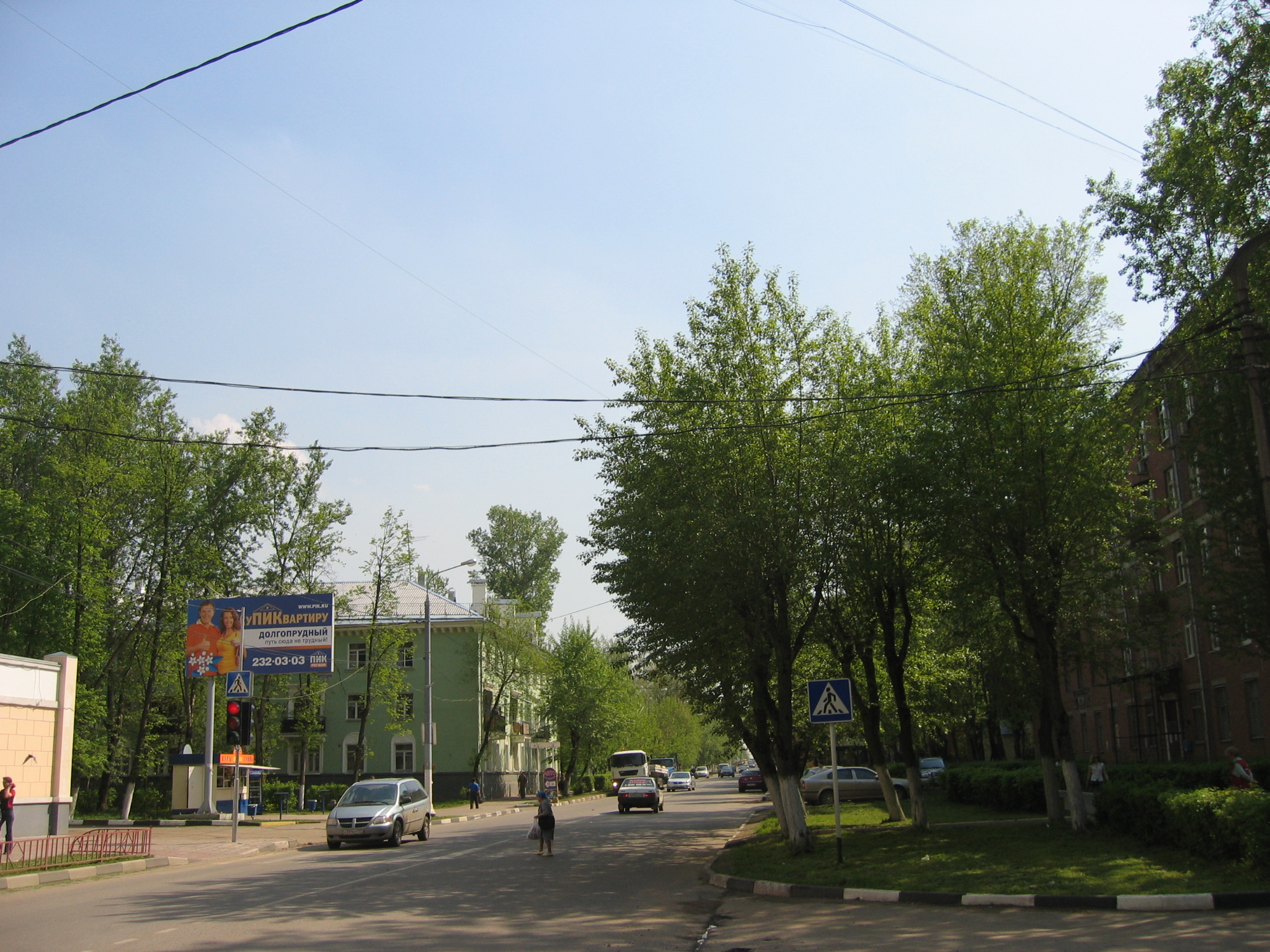
Dolgoprudnyj

Dolgoprudnyj (anche traslitterata come Dolgoprudny) è una cittadina della Russia europea centrale (oblast' di Mosca), situata 20 km a nord della capitale. È nota anche con il diminutivo Dolgopa.

## Storia
Fondata nel 1931 nei pressi di una stazione ferroviaria; si chiamò Dirižablestroj (Дирижаблестрой) dal 1935 al 1938, mentre lo status di città è del 1957.

## Società

### Evoluzione demografica
Fonte: mojgorod.ru
- 1939: 8.000
- 1959: 25.300
- 1979: 64.500
- 1989: 70.800
- 2002: 68.792
- 2007: 79.600